# Vili

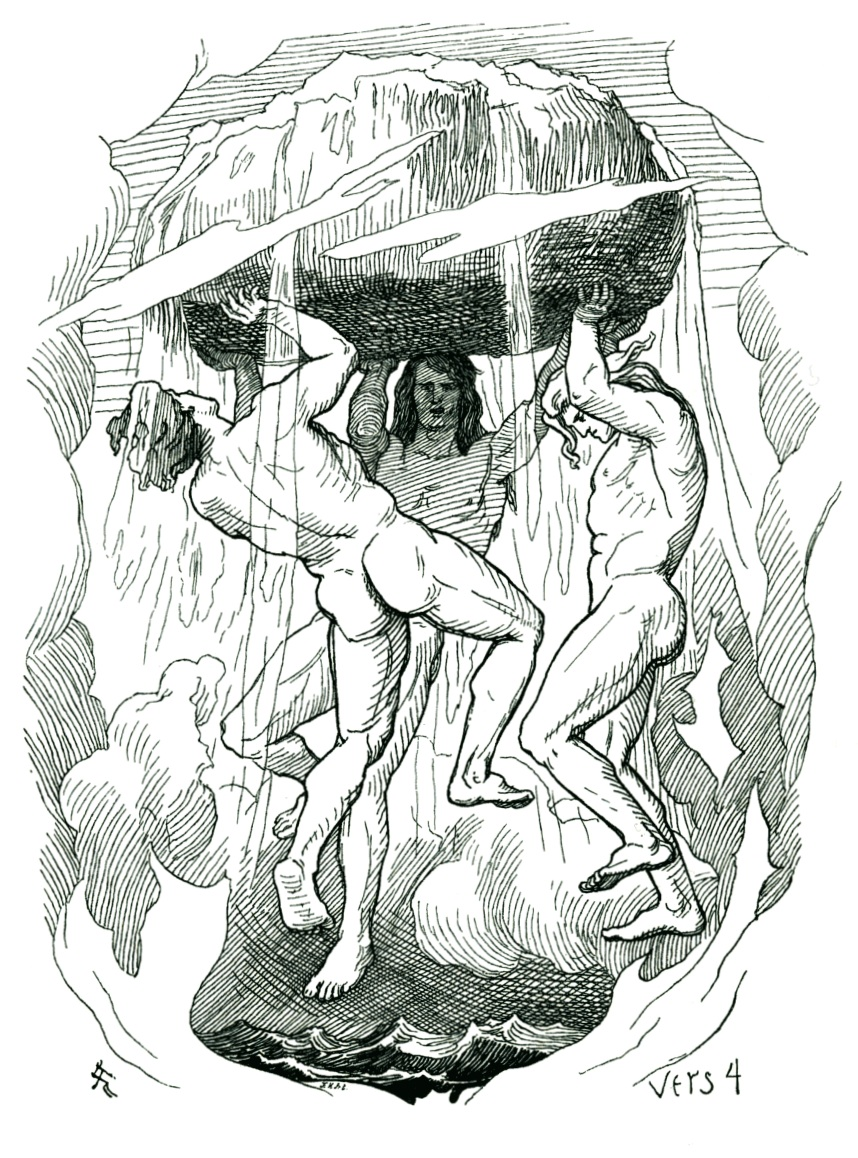
Odin en zijn broers creëren de wereld

Vili is in de Noordse mythologie de broer van Odin en Vé.
Volgens sommige verhalen zouden zij uit de oksel van Ymir geboren zijn, volgens andere vertellingen zijn zij de zonen van Borr en Bestla, wat meer algemeen aanvaard is. In deze vertelling zouden de twee reuzen zijn bevrijd uit het ijs door de oerkoe.
Zij waren de eerste goden, scheppers van de wereld. Ze doodden de ijsreus Ymir en van zijn lichaamsdelen maakten zij de wereld. De mensen Ask en Embla werden gemaakt uit houtstukken die de drie goden op het strand vonden. Volgens de Proza-Edda gaf Odin adem, ziel en leven aan de mens, Vili (in de Völuspá Hœnir genaamd) verstand en beweging, en Ve (Lóðurr in de Völuspá) gaf hen  gezichtsuitdrukking, spraak, gehoor en gezichtsvermogen.
Op een bepaald moment vonden Vili en Ve het welletjes, terwijl Odin nog niet tevreden was. Hier vond de scheiding plaats van de goden in twee "families": de Asen of Asir, volgelingen van Odin, en de Wanen of Vanir, volgelingen van Vili en Ve. Na de overwinning van de Asen stuurden beide godenfamilies (de Asen en de Vanen) twee van hun eigen goden naar de andere. De Asen kregen Freya en Freyr, de Vanen Mímir en Hœnir (ofwel Vili). Dit tweetal kreeg aanvankelijk een warm onthaal bij de Wanen, maar al spoedig concludeerden die dat de uitwisseling voor hen niet gunstig was uitgevallen. Vili was buitengewoon besluiteloos, enkel bij afwezigheid van Mímir sprak hij zijn mening openlijk uit. De Vanir kregen de indruk dat Mímir als Vili's stem en verstand moest dienen; daarom onthoofdden ze Mímir en brachten zijn hoofd terug naar Asgard. Hoewel de strijd niet opnieuw oplaaide, groeide er wel een kloof tussen de Asen en de Vanen, met als gevolg dat de betekenis van de Vanir steeds verder afnam. Zelfs in de Viking-periode was het onderscheid tussen Vanen en Asen vaag.
Het Oud Noorse theoniem Vili betekent opvallend genoeg 'wil' in het Oud Noors, wat lijkt te contrasteren met zijn besluiteloosheid als Hœnir bij de Wanen. Het woord stamt van het Proto-Germaanse woord *weljōn ~ *weljan ('wil, wens'; vergelijkbaar met het Gothische wilja, in Oud Engels willa, of Oud Hoogduits willo).
Vé (or Véi) komt overeen met het Gothische weiha ('priester'), beiden herleidbaar uit het Proto-Germaanse *wīhōn, van het adjectief *wīhaz, wat 'heilig' betekent. (vergelijkbaar met het Goth. weihs of het Oud Hoogduitse wīh). Een verwant woord, *wīhan ('heiligdom'), kan ook gereconstrueerd worden op basis van het Oud Noorse vé ('heiligdom'), het Oud Engelse wēoh ('idool'), en het Oud Saxische wīh ('tempel').
Asen · Baldr · Bil · Billing · Bragi · Búri · Eir · Fjorgyn · Fosite · Freya · Freyr · Frigg · Fulla · Gefjun · Gerd · Gná · Gullveig · Heimdall/Rig · Hel · Hermod · Hlín · Hnoss · Hodr · Hœnir · Iðunn · Jörd · Lofn · Loki · Máni · Magni · Modi · Nanna · Njördr · Odin · Óðr · Rindr · Sága · Sif · Sigyn · Sjöfn · Skaði · Snotra · Sól · Syn · Thor · Týr · Ullr · Vali · Vár · Vé · Vili · Vidar · Vör · Wanen